# Гусарская печень
Гусарская печень — мясное блюдо русской кухни, закуска и второе. Представляет собой фаршированное говяжье жаркое и не содержит печень. По мнению Д. В. Каншина, название блюда восходит ко временам до появления в России кухонных плит, когда жаркое готовили в русской печи, то есть пекли, а не жарили.
Согласно рецептам из «Подарка молодым хозяйкам» Е. И. Молоховец, для приготовления гусарской печени зажаренный на вертеле или в духовом шкафу кусок бескостной говядины надрезали тонкими ломтями и перекладывали их фаршем на основе мелко рубленного репчатого лука с тёртой булкой, яичным желтком и швейцарским сыром, а затем перевязывали и доводили до готовности тушением в кастрюле в процеженном соусе. В начинку для гусарской печени также добавляли мелко рубленное филе сельди.